# Długie (powiat łódzki wschodni)
Długie – wieś w Polsce położona w województwie łódzkim, w powiecie łódzkim wschodnim, w gminie Koluszki.
Wieś szlachecka położona była w drugiej połowie XVI wieku w powiecie rawskim ziemi rawskiej województwa rawskiego. Do 1953 roku istniała gmina Długie. W latach 1975–1998 miejscowość należała administracyjnie do województwa piotrkowskiego.